# Жовтий князь
«Жовтий князь» — роман українського письменника Василя Барки, присвячений геноциду української нації — Голодомору у 1932—1933 роках.

## Історія створення
Щодо теми голоду Барка думав 25 років. Записувати свої спогади і свідчення очевидців він розпочав в 1943 році, перебуваючи в таборі Ді-Пі (Displaced Persons) в Німеччині. Обробляти ці записи він почав уже в Нью-Йорку, в 1950 році, причому спочатку не був впевнений, чи це буде поема, чи п'єса, чи роман: все складалось «якось неорганізовано», спершу виникла «робоча модель» для сюжету (до речі, цей сюжет  — справжня історія долі однієї родини) … Потім почалися доповнення і скорочення, а далі  — найкропіткіша справа: обробка стилістична … Шістсот своїх рукописних сторінок «Жовтого князя» чотири рази переробляв ґрунтовно і переписував наново все  — від початку до кінця.
Назва твору є алюзією на біблійного вершника на жовтому коні з книги Об'явлення 6:8 (чалий = блідий жовтий): «І я глянув, і ось кінь чалий. А той, хто на ньому сидів, на ім'я йому Смерть, за ним же слідом ішов Ад. І дана їм влада була на четвертій частині землі забивати мечем, і голодом, і мором, і земними звірми.» (переклад Івана Огієнка).

## Концепція
В основу роману покладено особисті спогади Василя Барки-Очерета про перебіг геноциду українців 1932—1933 років, організований урядом СРСР. І хоча особисто Барка в ті роки не був на селі, але зберіг точні спогади брата, родину якого не оминули тортури голодом. Після цього він протягом двадцяти п'яти років ретельно збирав спогади очевидців Голодомору-геноциду, що дало ґрунт для широких літературних узагальнень.
Катастрофу української нації під час геноциду — Голодомору письменник змальовує крізь особисту трагедію родини Катранників, з яких живим залишається тільки молодший син, Андрійко — загалом типова ситуація з реального життя. Картини життя сім'ї наповнені вражаючими, страшними подробицями. Але в усіх ситуаціях герої залишаються вірними селянській і загальнолюдській моралі. Навіть голодний, конаючий Мирон Данилович не виказує місцезнаходження церковної чаші — святині, схованої від банд комсомольців.
Андрійко також хоче поділитися останнім хлібом із зовсім чужою жінкою, яка перебуває на межі смерті від голоду. Цей сюжет відповідає численним випадкам доброчинності, які очевидці бачили перед обличчям загибелі.
Закінчується твір доволі оптимістично — над землею народжується новий день, що несе надію.
Коли в 1963 році радіо «Свобода» відзначало 30-ліття Голодомору-геноциду, у програмі був виступ Василя Барки, в якому автор так розповів про свою повість «Жовтий князь»:
| | \| Повість «Жовтий князь» містить історію однієї родини в 1932 —1933-му роках; однієї білої хати, що стала чорною і обернулася в домовину. Її доля змальована на тлі життя, чи власне, вмирання всієї України під час голоду, 30-ті роковини якого ми тепер відзначаємо. В основу повісти взято особисті спогади і також багато подробиць того часу, зібраних потім за ряд років. Більшість типових випадків страшної доби знаходять відзеркалення в повісті. Вона має три плани змісту: перший, цілком реалістична розповідь про всі хатні драми однієї сім’ї і її сутички з зовнішнім оточенням, під час виїздів і мандрів у пошуках поживи. Другий план повісти — цілком психологічний, в зображеннях незвичайних змін душевного життя, викликаних масовим голодом. Конаючі люди, хоч і смертно збайдужілі до всього на світі крім їжі, таки в більшості своїй, зберегли людське почування: в найглибшому кутку — на дні свого серця. Вони зосталися людьми, кращими, ніж ті, що спричинили голод і жили сито під час всенародного нещастя і загибелі. Третій план повісти — метафізичний, суто духовний: з відкриттям завіси від таємничого і моторошного повіву з незнаних нам обширів нематеріяльного світу, супротивних небу і людству. Тут одна з сторінок духовної війни людських душ — проти їх ворога. В цій боротьбі цілий народ терпить свій найбільший і найстрашніший іспит. [2] \| |
| Повість «Жовтий князь» містить історію однієї родини в 1932 —1933-му роках; однієї білої хати, що стала чорною і обернулася в домовину. Її доля змальована на тлі життя, чи власне, вмирання всієї України під час голоду, 30-ті роковини якого ми тепер відзначаємо. В основу повісти взято особисті спогади і також багато подробиць того часу, зібраних потім за ряд років. Більшість типових випадків страшної доби знаходять відзеркалення в повісті. Вона має три плани змісту: перший, цілком реалістична розповідь про всі хатні драми однієї сім’ї і її сутички з зовнішнім оточенням, під час виїздів і мандрів у пошуках поживи. Другий план повісти — цілком психологічний, в зображеннях незвичайних змін душевного життя, викликаних масовим голодом. Конаючі люди, хоч і смертно збайдужілі до всього на світі крім їжі, таки в більшості своїй, зберегли людське почування: в найглибшому кутку — на дні свого серця. Вони зосталися людьми, кращими, ніж ті, що спричинили голод і жили сито під час всенародного нещастя і загибелі. Третій план повісти — метафізичний, суто духовний: з відкриттям завіси від таємничого і моторошного повіву з незнаних нам обширів нематеріяльного світу, супротивних небу і людству. Тут одна з сторінок духовної війни людських душ — проти їх ворога. В цій боротьбі цілий народ терпить свій найбільший і найстрашніший іспит. | |

Над другим томом роману Барка працював майже до останніх днів свого життя, «лихоманково» поспішаючи, передчуваючи, що не встигне закінчити як треба. Пані Богданна Мончак, яка набирала на комп'ютері рукописний текст цього тому, згадує, що автор встиг зробити коректуру тільки першого розділу. Проте мистецька якість другого тому аж ніяк не поступається перед якістю першого, а психологічний і метафізичний елементи тут навіть перевершують попередні.
Василь Барка також опрацьовував тему геноциду — Голодомору в інших творах, зокрема у поезії. Там знаходимо перегуки біблійних сюжетів із історією геноциду-Голодомору :
|  | Моляться соняшники:Грім на хмарі Біблію читає… тополя пошепки: страшний який твій плач, Ісає! Моляться соняшники. Голод; мати немовля вбиває… тополя закричала: он який мій рай, Ісає! |

## Головні герої
- Мирон Данилович Катранник — чоловік Дарії
- Дарія Олександрівна Катранник — дружина Мирона
- Микола Миронович Катранник — первісток Дарії і Мирона
- Олена Миронівна Катранник — донька Дарії і Мирона
- Андрій Миронович Катранник — наймолодший син Дарії і Мирона
- Харитина Григорівна Катранник — матір Мирона

## Громадська доля твору
Перший том роману (автор називав це повістю) був надрукований у 1962 році видавництвом «Сучасність» (Нью-Йорк — Мюнхен).
У 1968 році в Нью-Йорку роман перевидав Союз Українок Америки.
А в 1981 «Жовтий князь» вийшов французькою мовою у престижному французькому видавництві «Галлімар» (Gallimard) («Le Prince jaune»,) в перекладі Ольги Яворської з передмовою французького письменника П'єра Равіча.
Твір «Жовтий князь» вийшов також і німецькою мовою — «Der Gelbe Fürst».
В Україні «Жовтий князь» став доступним читачам в 1991 році: він був виданий видавництвом «Дніпро» з передмовою академіка Миколи Жулинського.
Після звільнення України від СРСР 1991 року твір Василя Барки включений до програми з української літератури у середніх школах. Проте після приходу до влади Віктора Януковича, Міністерство освіти наполягло на заміні цього твору іншим, який би не стосувався проблематики геноциду українців у 1932—1933 роках. При цьому міністр освіти Дмитро Табачник демагогічно посилався на низьку літературну якість твору Барки.
За романом «Жовтий князь» Олесь Янчук на Київській кіностудії створив фільм «Голод 33». У грудні 1991 року, перед референдумом, його показували цілу ніч на всіх каналах українського телебачення, і він без сумніву вплинув на рішення глядачів проголосувати за незалежність України.
На Кубані, Ростовщині та Вороніжчині влада Російської Федерації досі вважає твір «сепаратистським», «екстремістським», «націоналістичним» тощо.

## Відгуки
Відгуки французької преси після друку видавництвом «Галлімар» (Gallimard): Art presse  — "Добра книжка. Страшна книжка… Великий трагічний твір, який абсолютно варто прочитати";
Le républikain Lorran  — "Сім мільйонів українців загинули від переслідування і голоду … це настільки хвилююча книга, що на неї відгукнеться навіть зачерствіле серце";
La nouvelle revue française  — «Організовані українці повинні висунути майстра художнього слова на кандидата Нобелівської нагороди».
В Америці Міністр сільського господарства назвав цей твір «одним із головних джерел вивчення історії аграрної політики СРСР».

## Переклади
Роман перекладено французькою (1981), російською (1991 — журнальна версія, 2001 — книжна версія), німецькою (2009), та італійською (2017) мовами.